# Gioakim
Gioakim (thường bị viết sai là Gioankim hoặc Gioan Kim, tiếng Do Thái: יְהוֹיָקִים Yəhôyāqîm, tiếng Hy Lạp: Ἰωακείμ Iōākeím, Tiếng Anh: Joachim) là phu quân của Thánh Anna và thân phụ của Đức mẹ Maria ( thân mẫu của Chúa Giêsu). Theo truyền thống của những tôn giáo Abraham, ông được tôn là một vị thánh.
Văn bản nói về thánh Gioakim và thánh Anna chỉ xuất hiện trong ngụy thư Phúc Âm Giacôbê, còn trong Phúc Âm quy điển thì không ghi chép quá nhiều về họ. Ngày lễ của người là vào ngày 26 tháng 7 hằng năm, cùng ngày với thánh Anna.